# (14984) 1997 TN26
1997 تي أن 26 (ويعرف أيضًا باسم (14984) 1997 تي أن 26 وفق تسمية الكوكب الصغير) (بالإنجليزية: 1997 TN26)‏ هو كويكب ضمن حزام الكويكبات؛ وترتيبه 14984 من حيث الاكتشاف.
اكتُشف هذا الجُرم الفلكي بواسطة هيروشي كانيدا في 11 أكتوبر 1997.

## وصلات خارجية
- (14984) 1997 TN26 في قاعدة بيانات مختبر الدفع النفاث لأجرام النظام الشمسي الصغيرة

- الاكتشاف · مخطط المدار ·  العناصر المدارية · المعلمات المادية

- (14984) 1997 TN26 على موقع ويكي سكاي: DSS2, SDSS, GALEX, IRAS, Hydrogen α, X-Ray, Astrophoto, Sky Map, Articles and images